# Zapotèque de Lachixío
Le zapotèque de Lachixío (ou zapotèque de Sola de Vega de l'Est, dialu) est une variété de la langue zapotèque parlée dans l'État de Oaxaca, au Mexique.

## Localisation géographique
Le zapotèque de Lachixío est parlé dans les villes de Santa María Lachixío (en), San Vicente Lachixío (en) et San Mateo Mixtepec, à l'est du district de Sola de Vega (en), dans l'ouest de l'État de Oaxaca, au Mexique,.

## Dialectes
Le zapotèque de Lachixío possède les dialectes de San Mateo Mixtepec, de San Miguel Mixtepec et de Zimatlán du Sud-Ouest. Ce dernier est le plus distinct, avec une intelligibilité de 73 % du zapotèque d'El Alto, de 80 % du dialecte de San Miguel Mixtepec, de 89 % de celui de San Mateo Mixtepec et de 99 % de celui de San Vicente Lachixío.

## Utilisation
Le zapotèque de Lachixío est parlé dans tous les domaines par environ 6 500 personnes en 1990, dont 3 250 monolingues, certains locuteurs parlent aussi notamment l'espagnol. Le taux d'alphabétisation est de 5 % pour les personnes ayant appris cette langue comme langue maternelle et de 60 % comme langue seconde. Un dictionnaire a été édité ainsi que des ouvrages de grammaire.